# Catabola
Catabola è una municipalità dell'Angola appartenente alla provincia di Bié. Ha 224.802 abitanti (stima del 2006) ed una superficie di 3.028 km².
Il principale comune è l'omonimo Catabola.